# Округ Рајт (Минесота)
Рајт (енгл. Wright County) је округ у америчкој савезној држави Минесота.

## Демографија
По попису из 2010. године број становника је 124.700, што је 34.714 (38,6%) становника више него 2000. године.
| Група             | 2000.          | 2010.           |
| Белци             | 87.489 (97,2%) | 116.786 (93,7%) |
| Афроамериканци    | 235 (0,3%)     | 1.328 (1,1%)    |
| Азијати           | 393 (0,4%)     | 1.478 (1,2%)    |
| Хиспаноамериканци | 994 (1,1%)     | 3.052 (2,4%)    |
| Укупно            | 89.986         | 124.700         |